# Phase Patterns
Phase Patterns est une œuvre du compositeur américain Steve Reich écrite en 1970 pour un quatuor de claviers, en général des orgues électriques.

## Historique
Phase Patterns a été créé en même temps que Four Organs, une pièce similaire, le 4 mai 1970 par Steve Chambers, Jon Gibson, Arthur Murphy, et Steve Reich au Musée Solomon R. Guggenheim.